# Тревожный (миноносец)
«Трево́жный» — русский и советский эскадренный миноносец типа «Твёрдый».

## Строительство
Заложен на Охтинской судоверфи фирмы «В:мъ Крейтонъ и Ко.» в 1904 году, перевезен во Владивосток в разобранном состоянии. После сборки спущен на воду в мае 1906 года. Принят в казну 21 июня 1907 года. Вступил в строй Сибирской военной флотилии 4 июля этого же года.

## Служба
30 октября 1907 года на миноносце произошло вооруженное выступление матросов, подавленное верными правительству войсками.
Прошёл капитальный ремонт корпуса и механизмов в 1912—1913 годах на Механическом заводе Владивостокского порта.
12 декабря 1917 года вошел в состав Красной Сибирской флотилии. 30 июня 1918 года был захвачен японскими интервентами. В октябре 1920 года при эвакуации частей Добровольческой армии полностью выведен из строя и затоплен. В 1922 году поднят и 31 мая 1923 года сдан на слом. 21 ноября 1925 года исключён из списков судов РККФ.

## Командиры
- 16.05.1905 — хх.хх.1905 — лейтенант Порембский, Казимир Адольфович (командир миноносца в постройке)